# شارع الخوف الجزء الأول: 1994
شارع الخوف الجزء الأول: 1994 (بالإنجليزية: Fear Street Part One: 1994)‏ هو فيلم تقطيع أمريكي مبني على سلسلة كتب شارع الخوف للكاتب روبرت لورنس ستاين. الفيلم من بطولة كيانا ماديرا، أوليفيا سكوت ويلش، بنجامين فلوريس، فريد هيكينجر، أشلي زوكرمان، داريل بريت جيبسون ومايا هوك. عرض الفيلم على منصة نتفليكس في 2 يوليو 2021.

## وصلات خارجية
- شارع الخوف الجزء الأول: 1994 على موقع IMDb (الإنجليزية)
- شارع الخوف الجزء الأول: 1994 على موقع ميتاكريتيك (الإنجليزية)
- شارع الخوف الجزء الأول: 1994 على موقع روتن توميتوز (الإنجليزية)
- شارع الخوف الجزء الأول: 1994 على موقع نتفليكس (الإنجليزية)
- شارع الخوف الجزء الأول: 1994 على موقع ألو سيني (الفرنسية)
- شارع الخوف الجزء الأول: 1994 على موقع أول موفي (الإنجليزية)
- شارع الخوف الجزء الأول: 1994 على موقع فيلمافينيتي (الإسبانية)
- شارع الخوف الجزء الأول: 1994 على موقع قاعدة بيانات الفيلم (الإنجليزية)
- شارع الخوف الجزء الأول: 1994 على موقع ليتربوكسد (الإنجليزية)
- شارع الخوف الجزء الأول: 1994 على موقع كينوبويسك (الروسية)